# Vittorio Dalla Volta

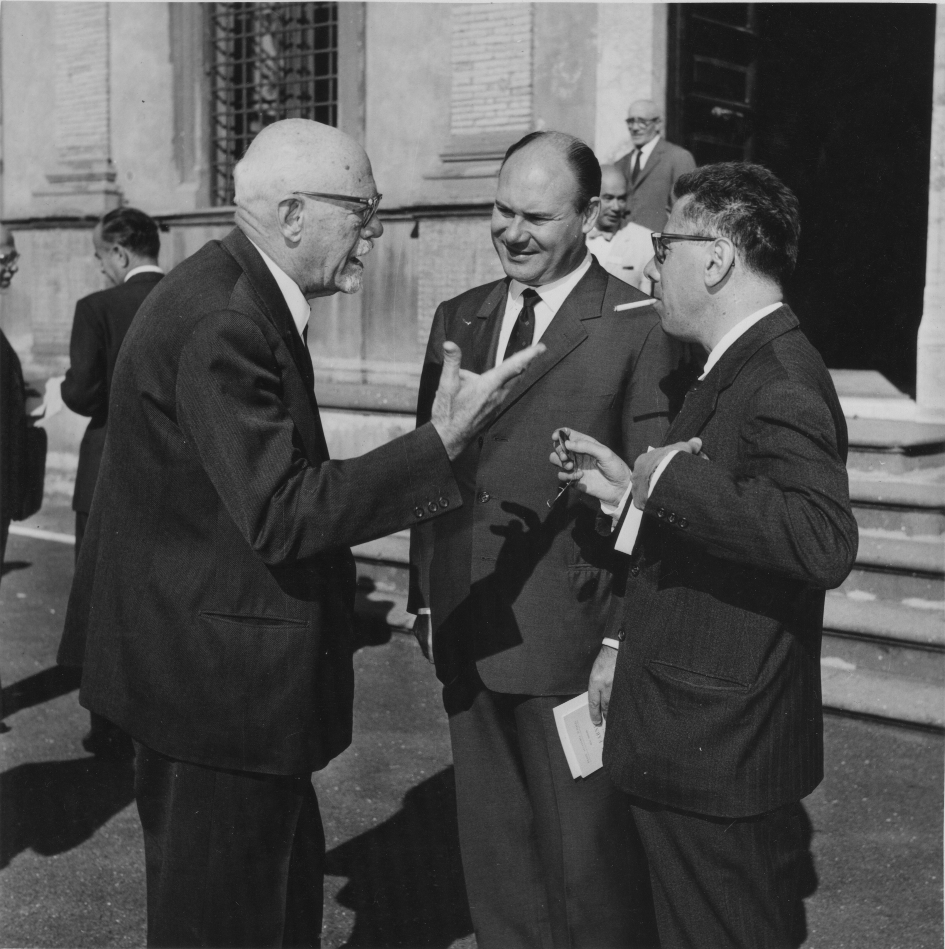
Roma, 1965: Enrico Bompiani, Giovanni Battista Rizza, Vittorio Dalla Volta

Vittorio Dalla Volta (Roma, 2 luglio 1918 – Napoli, 3 marzo 1982) è stato un matematico italiano, cultore di geometria differenziale.

## Biografia
Ha contribuito in particolare allo studio dello spazio delle matrici simmetriche, noto anche come spazio di Siegel - Hua.

## Opere
- Premesse di algebra e topologia alla geometria differenziale, Roma: Istituto Matematico dell'Universita, 1957
- Lezioni di geometria: anno accademico 1962-1963, Napoli: Liguori, 1963